# Stopień Wodny Psie Pole

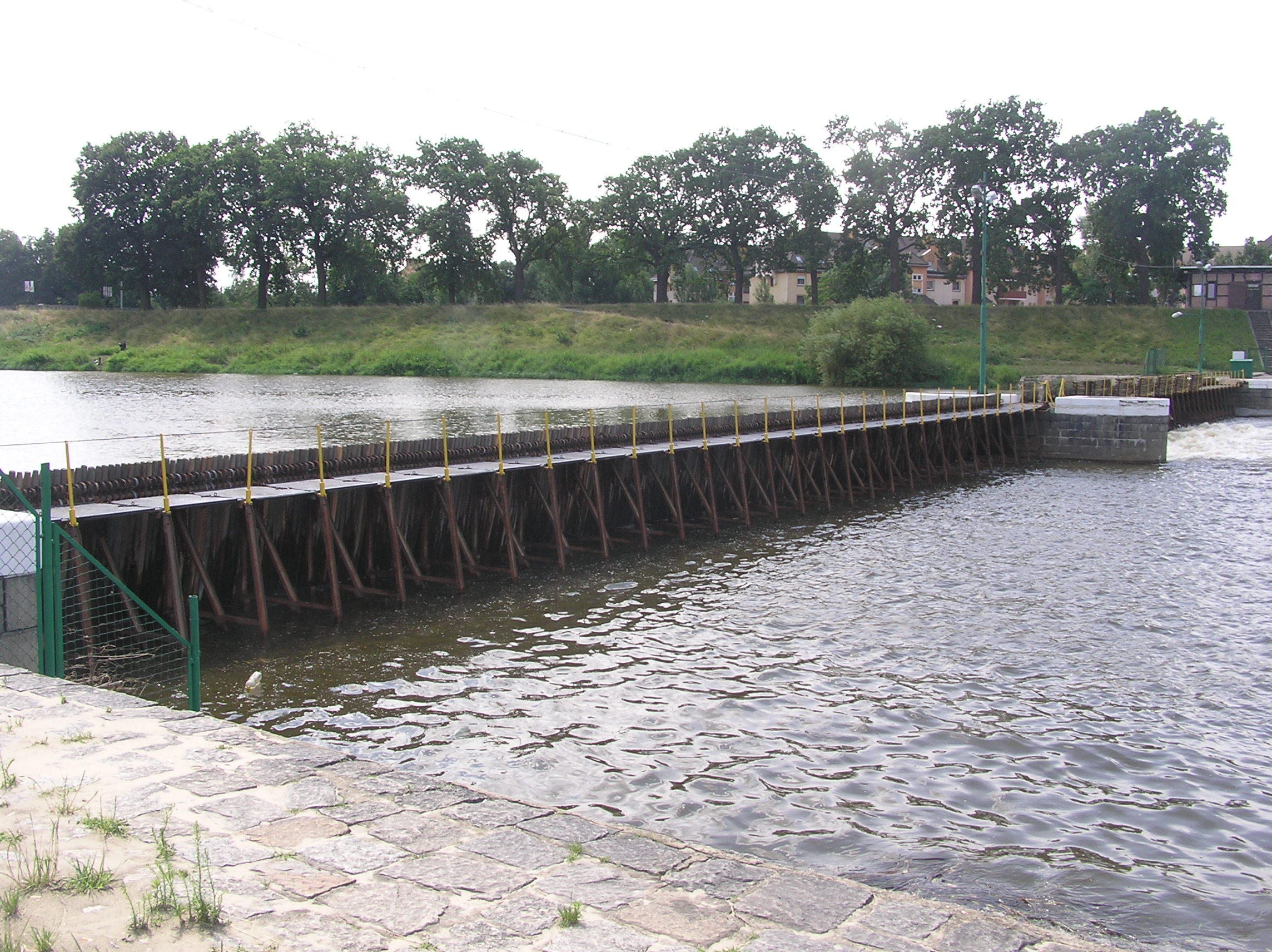
Jaz Psie Pole (stanowisko dolne)

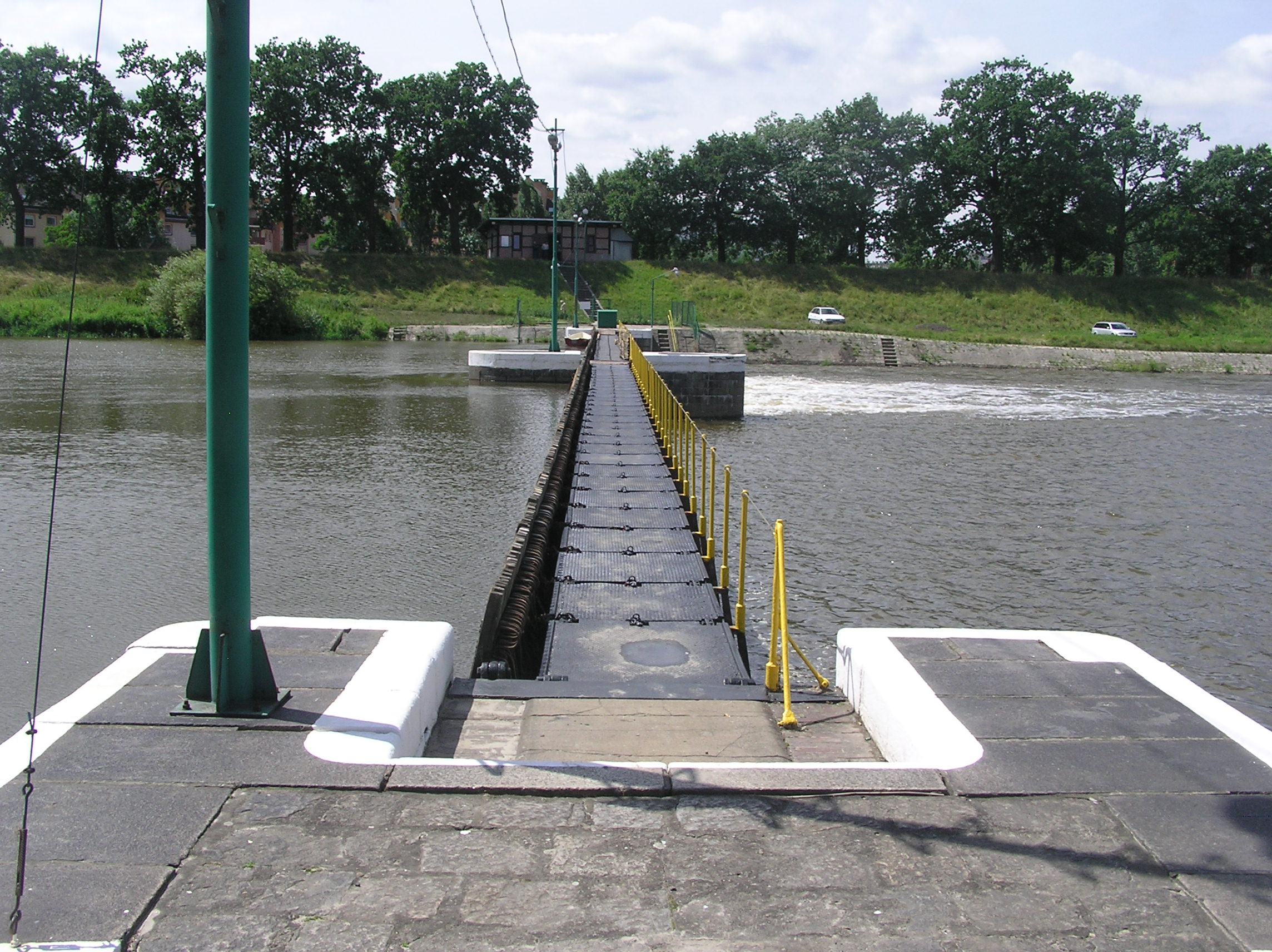
Jaz Psie Pole (korona z kładką dla obsługi)

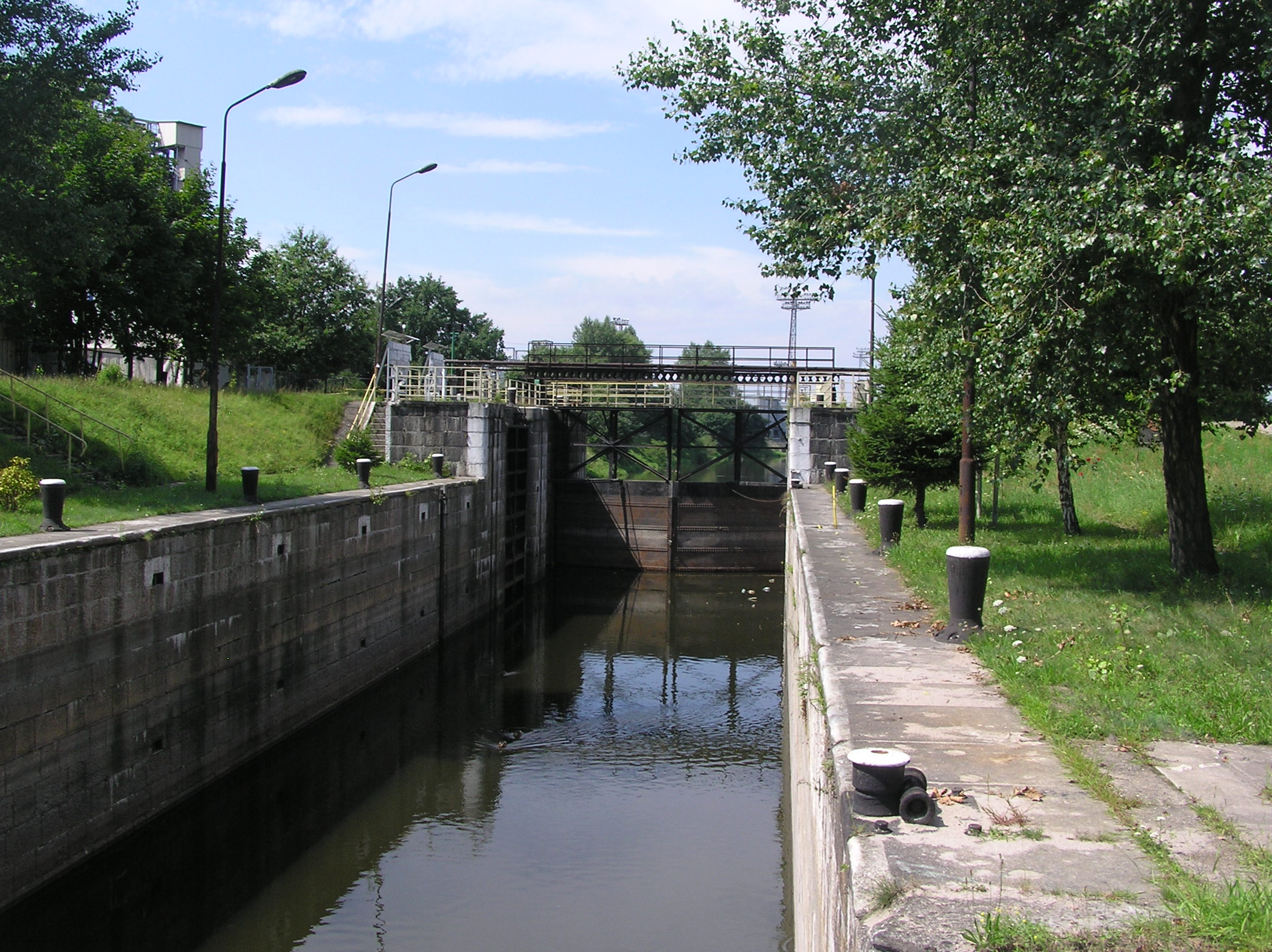
Śluza Miejska (widok komory w kierunku wrót dolnych)

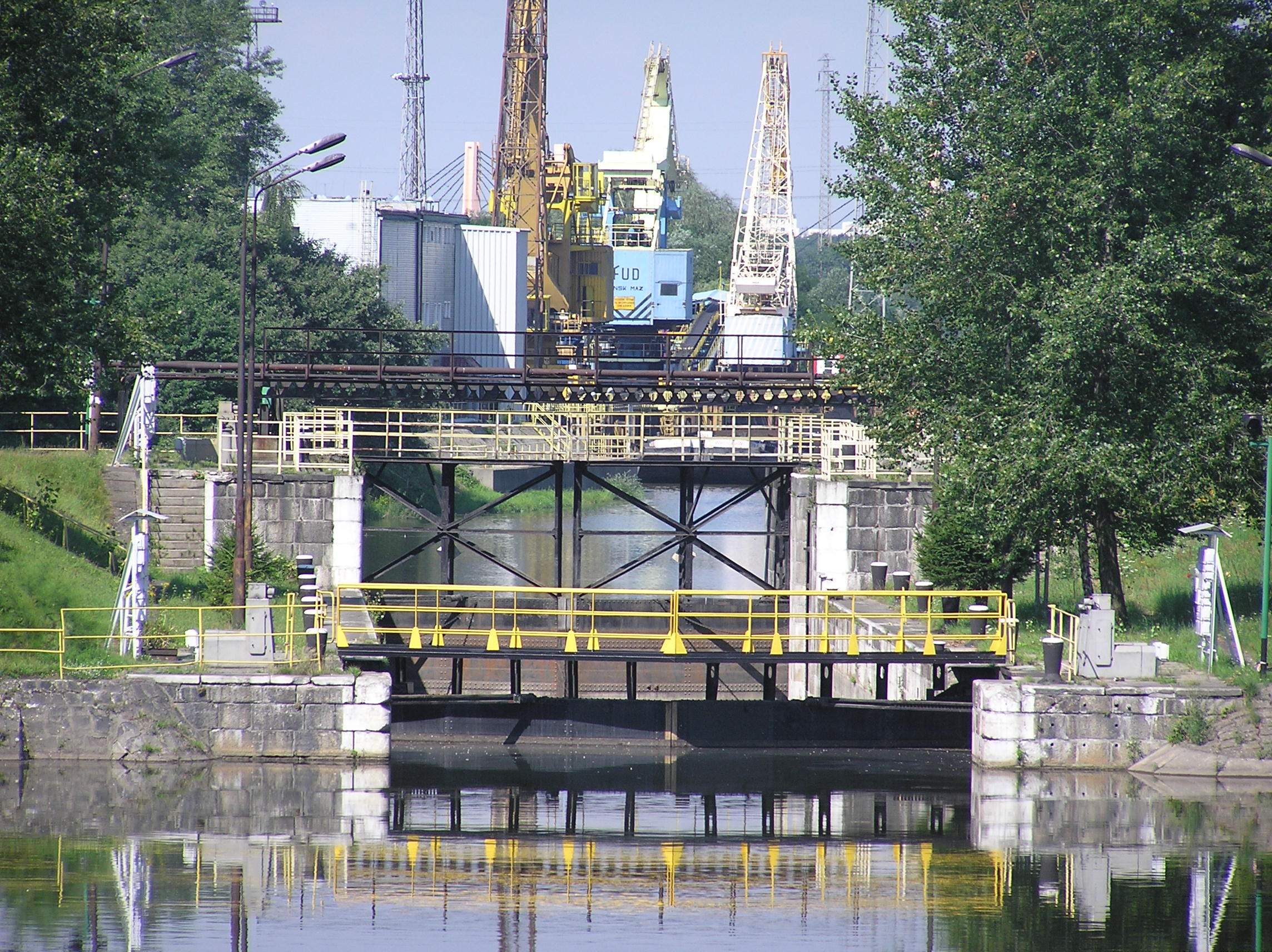
Śluza Miejska (widok z Mostu Osobowickiego)

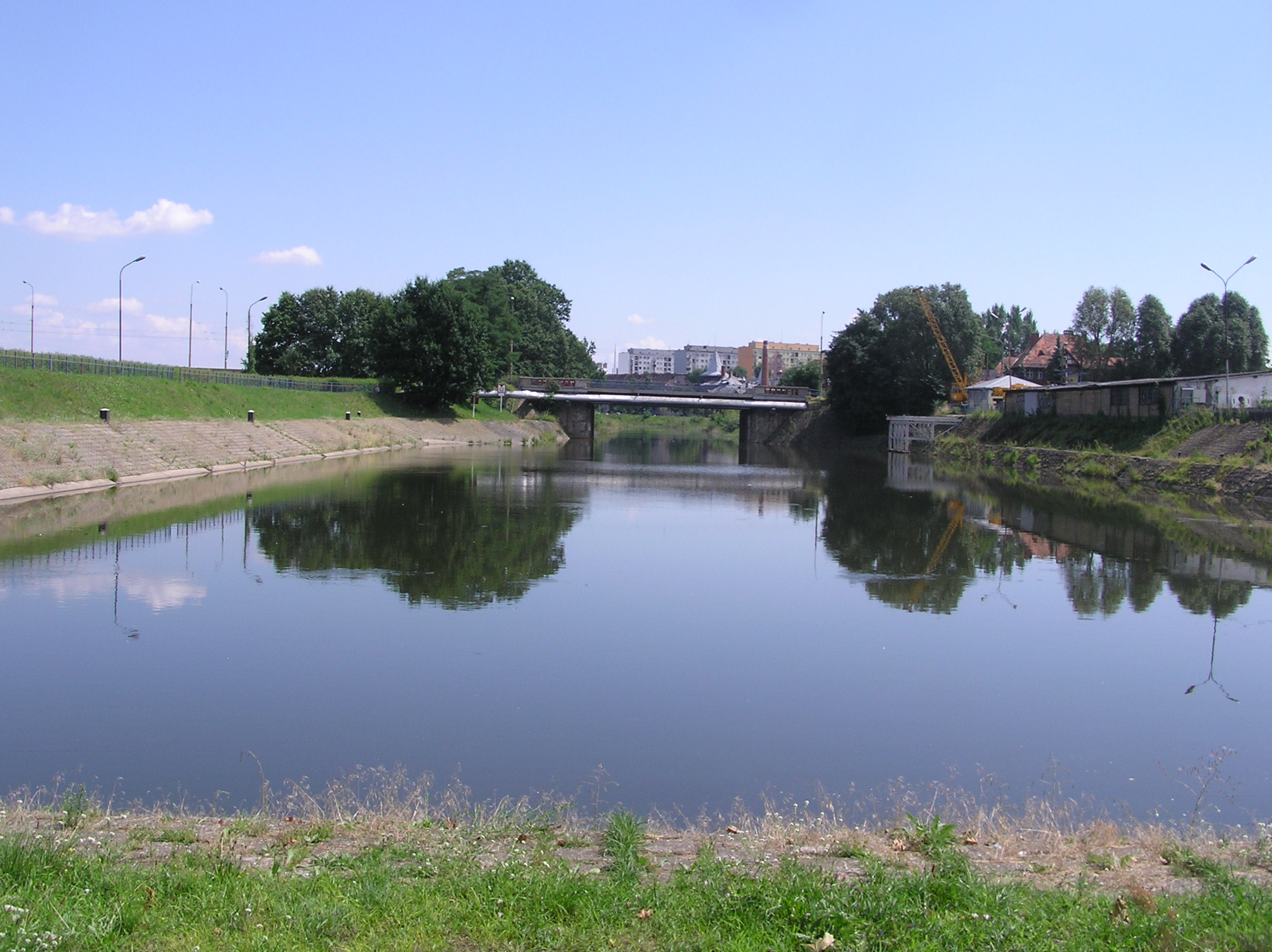
Śluza Miejska (awanport górny i dalej Kanał Miejski za Mostem Osobowickim Południowym, po prawej dawna przystań przeładunkowa)

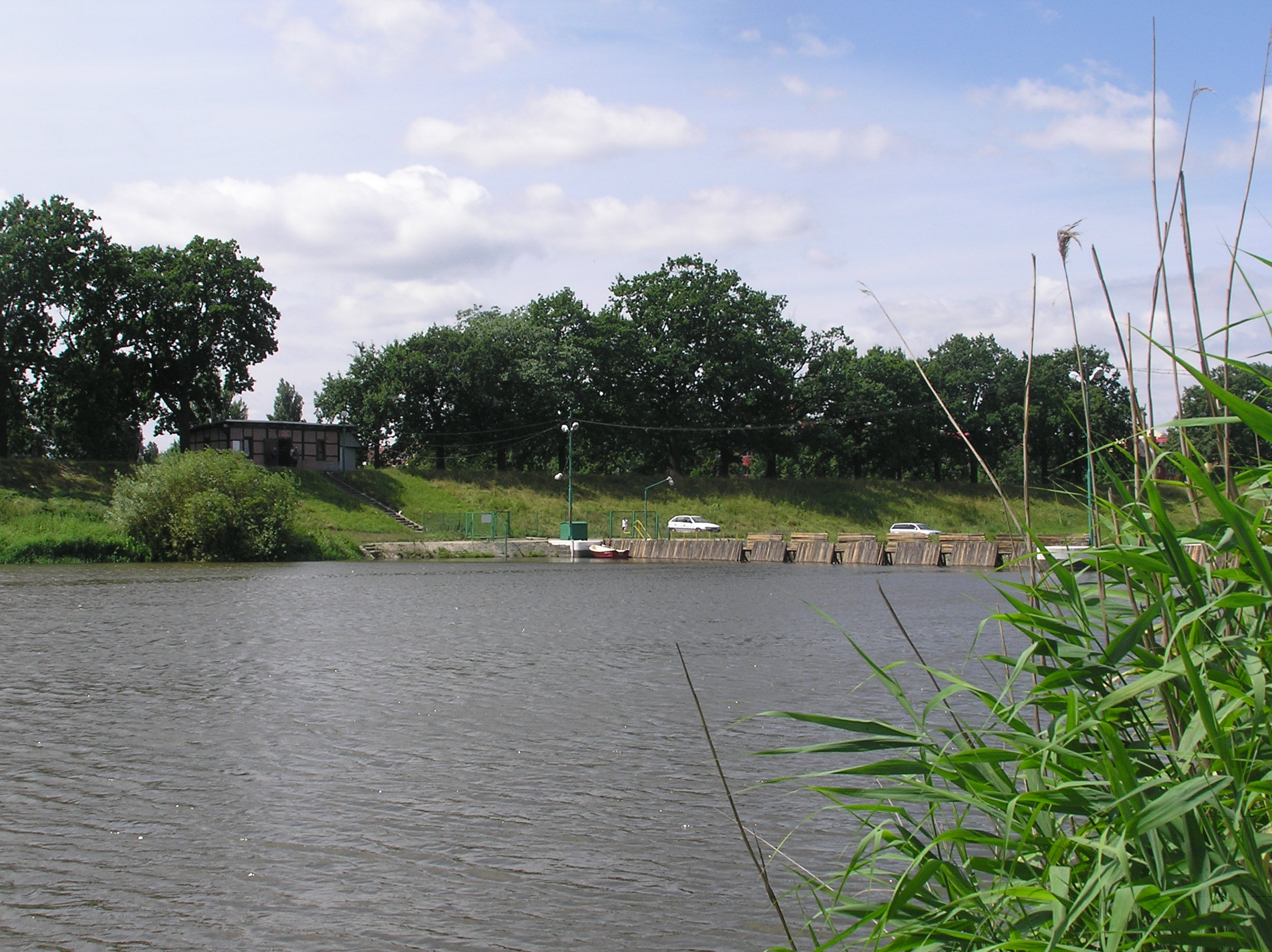
Jaz Psie Pole (stanowisko górne jazu, po lewej na grobli szopa jazowa)

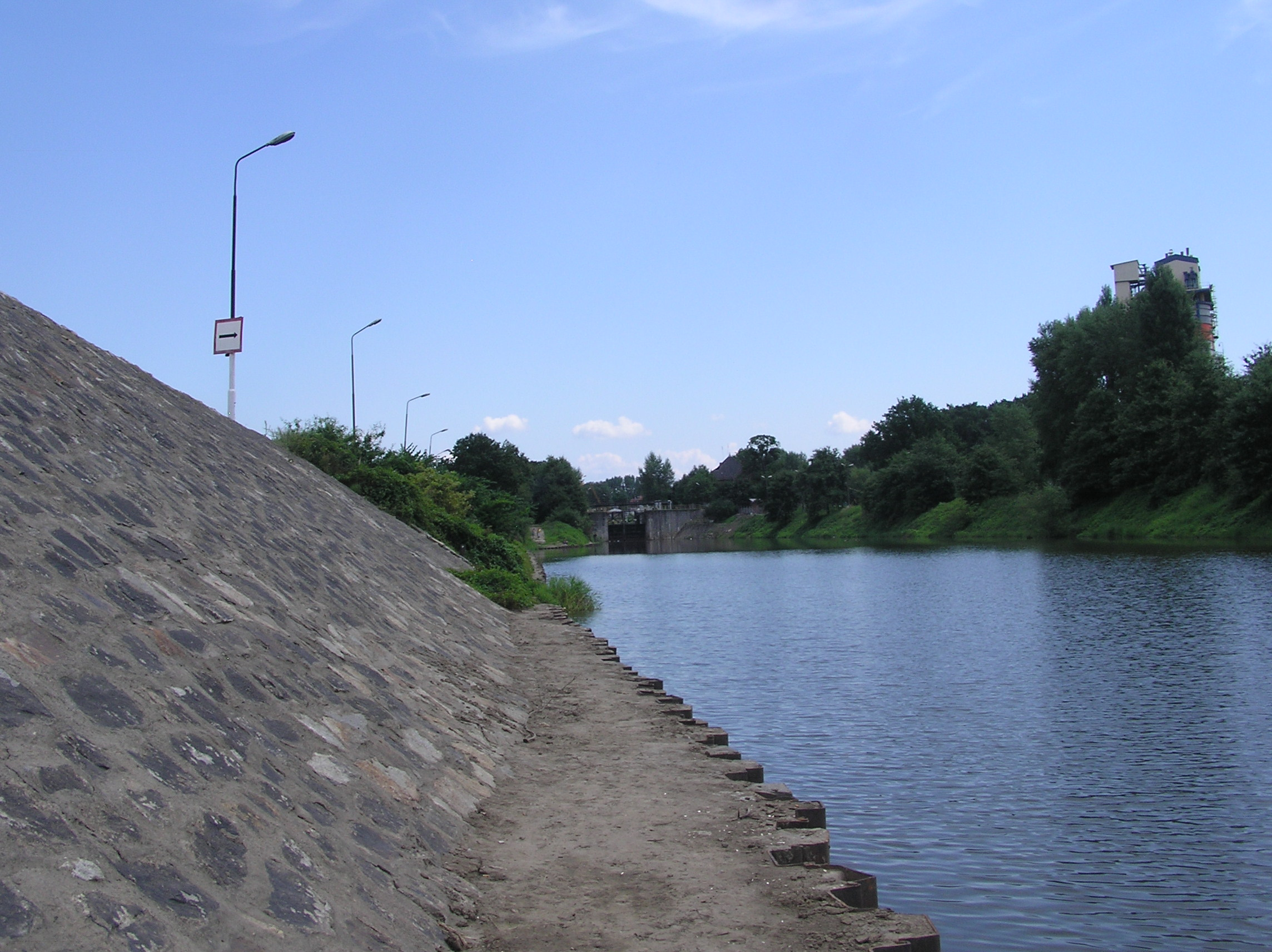
Śluza Miejska (awanport dolny)

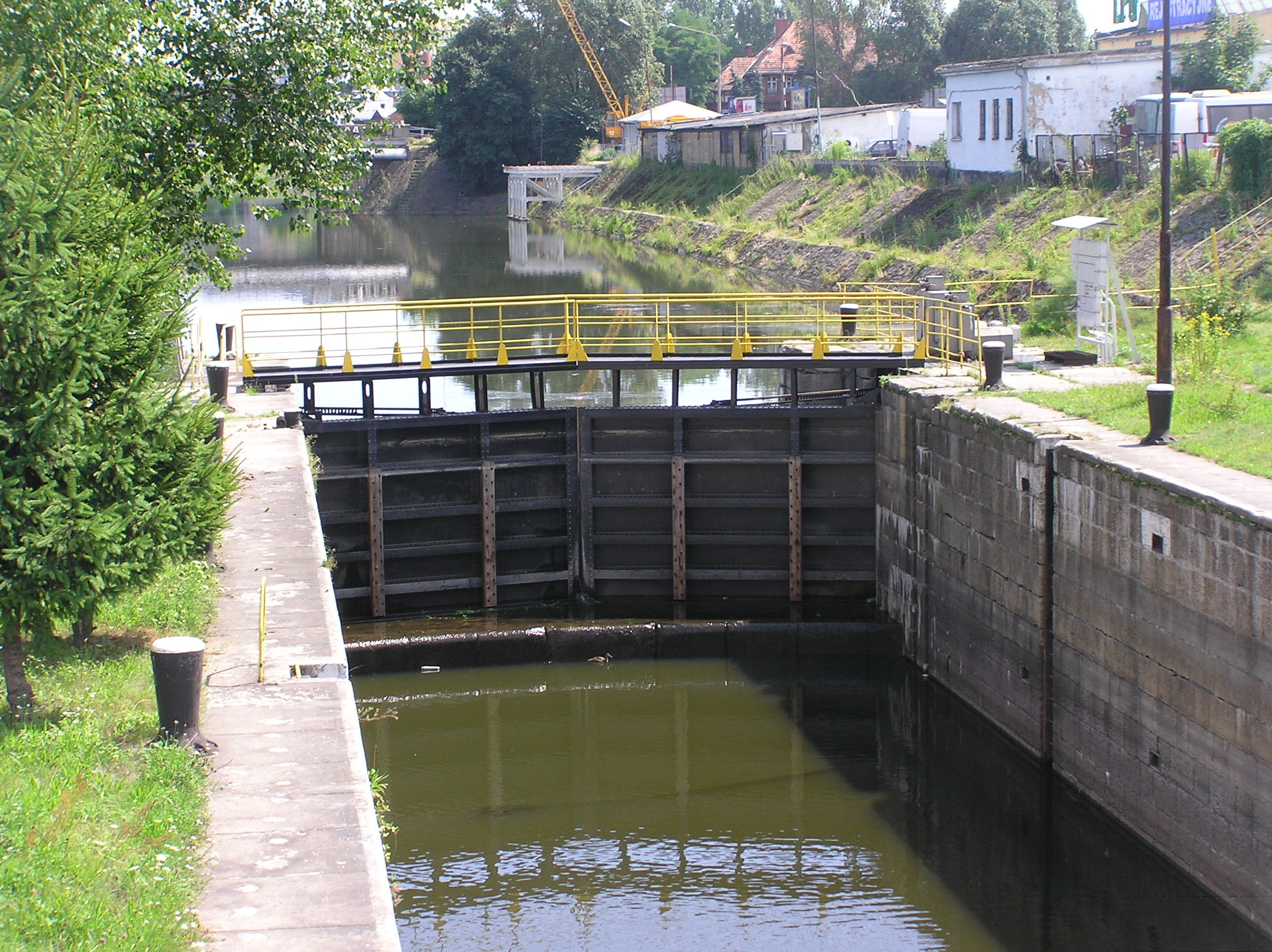
Śluza Miejska (wrota górne)

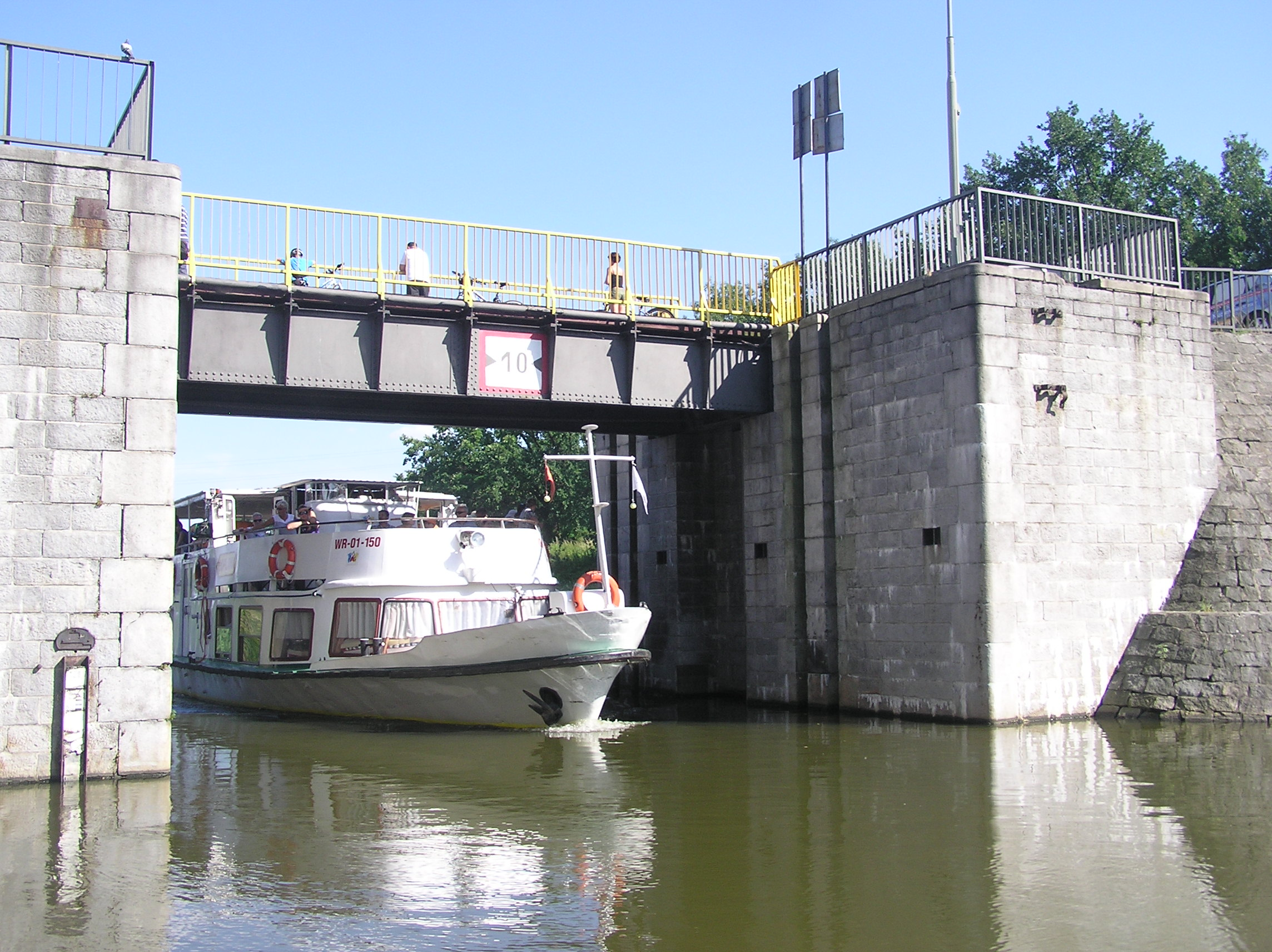
Brama Przeciwpowodziowa

Stopień Wodny Psie Pole (Miejski Stopień Wodny) – stopień wodny położony we Wrocławiu, na bocznym ramieniu rzeki Odra i kanale lateralnym, tj. na Starej Odrze oraz na Kanale Miejskim. Stopień wodny powstał podczas wielkiej inwestycji z zakresu hydrotechniki prowadzonej w mieście, tzw. pierwszej kanalizacji Odry we Wrocławiu, tj. budowy Drogi Wielkiej Żeglugi. Inwestycja ta miała na celu dostosowanie Odry do potrzeb ówczesnej żeglugi oraz zapewnienie ochrony przeciwpowodziowej miasta, ale z pominięciem jego centrum, tj. Śródmiejskiego Węzła Wodnego. Przeprowadzona była w latach 1892–1897.

## Elementy stopnia wodnego
Stopień Wodny Psie Pole obejmuje podstawowe budowle piętrzące oraz budynki i budowle pomocnicze. Do podstawowych elementów hydrotechnicznych tego stopnia wodnego należą:
- Jaz Psie Pole
- Śluza Miejska.

Ważnymi elementami hydrotechnicznymi stopnia są również:
- Brama Przeciwpowodziowa
- wrota przeciwpowodziowe zamontowane w głowie dolnej Śluzy Miejskiej.

Oprócz wyżej wymienionych elementów podstawowych, powstał cały zespół obiektów pomocniczych stopnia wodnego:
- Most Burzowy
- budynki mieszkalne, administracyjne i gospodarcze:
  - budynki związane z obsługą jazu i bramy przeciwpowodziowej[a]
  - budynki związane z obsługą śluzy[b]
- umocnienia brzegów, obwałowania i groble, wraz z językiem rozdzielczym grobli rozdzielającej Starą Odrą i Kanał Miejski.

## Lokalizacja stopnia
Stopień ten jest o tyle nietypowy, że poszczególne obiekty nie są zlokalizowane w jednym lub zbliżonym przekroju rzeki lecz w dwóch grupach:
- jaz i brama przeciwpowodziowa wraz z budynkami obsługi tej grupy, w rejonie osiedla Ołbin i Plac Grunwaldzki, w około 3 kilometrze biegu Starej Odry oraz Kanału Miejskiego, a
- śluza z wrotami przeciwpowodziowymi i budynkami obsługi tej grupy, w rejonie osiedla Kleczków, około 3-4 km poniżej pierwszej grupy budowli, tj. ok. 6–7 km biegu Kanału Miejskiego.

## Miejsce w układzie funkcjonalnym
Stopień wodny Psie Pole zlokalizowany jest na skanalizowanym odcinkiem rzeki Odra. Jest więc jednym z wielu stopni umiejscowionym w całym ciągu stopni piętrzących i utrzymujących odpowiedni poziom wody. Poprzednim stopniem wodnym, dla którego Stopień Wodny Psie Pole kształtuje poziom wody dolnej, jest Stopień Wodny Szczytniki. Natomiast następnym stopniem wodnym jest:
- częściowo Stopień Wodny Różanka (dla Jazu Psie Pole, którego poziom wody dolnej jest kształtowany przez ten stopień), a
- częściowo Stopień Wodny Rędzin (dla Śluzy Miejskiej, której przez ten stopień jest kształtowany poziom wody dolnej).

Równolegle (równorzędnie) ze Stopniem Wodnym Psie Pole umiejscowiony jest:
- na tzw. Głównej Drodze Wodnej we Wrocławiu :
  - Stopień Wodny Zacisze dla Jazu Psie Pole,
  - Stopień Wodny Różanka dla Śluzy Miejskiej,
- na Odrze Śródmiejskiej dla Śluzy Miejskiej – Mieszczański Stopień Wodny.

Choć jednym z celów inwestycji była budowa drogi wodnej szumnie nazwaną Drogą Wielkiej Żeglugi, szybko okazało się, iż jest ona niedostosowana do rosnących potrzeb transportowych i technicznego rozwoju transportowego taboru pływającego. Dotyczyło to między innymi wymiarów śluz i głębokości tranzytowych na tym szlaku. Również według współczesnych kryteriów ta droga wodna może mieć znaczenie jedynie lokalne i pomocnicze. Wymiary śluz na szlaku, w tym Śluzy Miejskiej wchodzącej w skład tego stopnia wodnego oraz głębokości tranzytowe są bowiem zdecydowanie zbyt małe i odpowiadają tylko II klasie dróg wodnych.

## Obiekty podstawowe
Na podstawowe obiekty stopnia składają się budowle piętrzące: jaz, śluza i wrota przeciwpowodziowe.

## Obiekty pomocnicze
Obiekty pomocnicze stopnia wodnego obejmują budynki i budowle towarzyszące podstawowym budowlom piętrzącym stopnia.
Jednym z takich obiektów jest Most Burzowy powiązany konstrukcyjnie i funkcjonalnie z Bramą Przeciwpowodziową. Most ten powstał na potrzeby obsługi zarówno Bramy Przeciwpowodziowej – na moście umieszczono tory prowadzące zamknięcia bramy (wrota wsporne); jak i jazu kozłowo-iglicowego, zapewniając dostęp z budynków mieszkalnych, gospodarczych i administracyjnych do jazu.
Innym elementem pomocniczym stopnia był wybudowany na początku XX wieku krótki odcinek toru łączącego nowy magazyn iglic z mostem bramy przeciwpowodziowej.
Razem ze stopniem wodnym powstało szereg budynków, w tym budynki mieszkalne dla pracowników obsługujących stopień wodny, budynki na potrzeby administracji stopnia oraz budynki gospodarcze. Jak wyżej zaznaczono powstały dwie grupy budynków, co związane było z dużymi odległościami pomiędzy poszczególnymi elementami stopnia wodnego, wynoszącymi około 3-4 kilometry.
Pierwsze budynki przy jazie powstały w latach 1895–1898. Były to: budynek pełniący funkcję mieszkalną oraz biurową dla kierownika stopnia i magazyn iglic. Następnie w 1899 powstał budynek gospodarczy. Kolejne budynki obejmowały nowy magazyn iglic, w przeciwieństwie do poprzedniego drewnianego, nowy budynek został wzniesiony w technologii murowanej i przylegający do niego budynek mieszkalny dla dwóch rodzin pracowników stopnia wodnego. Na przełomie XIX i XX wieku dobudowano przy budynkach mieszkalnych komórki gospodarcze. Powstał również nowy budynek gospodarczy – szopa z tzw. muru pruskiego. Przed wojną dokonano jeszcze przebudowy starego magazynu iglic, wydzielono w nim pomieszczenia dyżurek. Dalsza przebudowa obiektu wraz ze zmianą jego przeznaczania nastąpiła w latach 70. XX wieku. Przy śluzie natomiast zrealizowano budynki: budynek biura budowy w 1895 roku, następnie budynek mieszkalny i budynek gospodarczy. W 1898 roku wybudowano szkieletowy budynek przepompowni i nieco później obok niego budynek szopy roboczej.

### Wikimapia
- Jaz Psie Pole w Wikimapii (dostęp 2010-01-28)
- Śluza Miejska w Wikimapii (dostęp 2010-01-28)
- Brama Przeciwpowodziowa w Wikimapii (dostęp 2010-01-28)
- Kanał Miejski w Wikimapii (dostęp 2010-01-28)
- Stara Odra w Wikimapii (dostęp 2010-01-28)

### Wratislaviae Amici
- Jaz Psie Pole na stronie Wratislaviae Amici (dostęp 2010-01-28)
- Śluza Miejska na stronie Wratislaviae Amici (dostęp 2010-01-28)
- Brama Przeciwpowodziowa na stronie Wratislaviae Amici (dostęp 2010-01-28)
- Kanał Miejski na stronie Wratislaviae Amici (dostęp 2010-01-28)
- Stara Odra na stronie Wratislaviae Amici (dostęp 2010-01-28)